# Філіп Випих
Філіп Випих (пол. Filip Wypych, 20 квітня 1991) — польський плавець.
Учасник Олімпійських Ігор 2016 року.
Призер Чемпіонату Європи з плавання на короткій воді 2017 року.